# Nati nel 1170
| Questa pagina contiene informazioni ricavate automaticamente dalle voci biografiche con l'ausilio del template Bio e di un bot. L'aggiornamento è periodico e automatico e ricostruisce completamente la pagina. Se manca una persona in questa lista, sei pregato di non aggiungerla, ma accertati piuttosto che la sua voce biografica contenga il template Bio e che i dati anagrafici siano correttamente compilati. Se il template Bio manca, inseriscilo tu stesso o, in alternativa, metti l'avviso {{tmp\|Bio}} che ne segnala la mancanza. Se i dati riportati sono sbagliati, correggi direttamente la voce biografica; le modifiche saranno visibili in questa lista entro pochi giorni. Per chiarimenti vedi il progetto biografie. La lista contiene solo le 25 persone che sono citate nell'enciclopedia e per le quali è stato implementato correttamente il template Bio. Pagina aggiornata al 18 ago 2025. |

- 9 maggio - Valdemaro II di Danimarca, re danese († 1241)
- 20 novembre - Edmondo di Canterbury, religioso, arcivescovo cattolico e santo inglese († 1240)
- Ermengarda de Beaumont, regina
- Ludmilla di Boemia, nobile boema († 1240)
- Henry I Clément, militare francese († 1214)
- Domenico di Guzmán, presbitero spagnolo († 1221)
- Diego d'Acebo, vescovo cattolico spagnolo († 1207)
- Enrico I di Anhalt, nobile tedesco († 1252)
- Azzo VI d'Este, condottiero italiano († 1212)
- Isabella di Hainaut, regina fiamminga († 1190)
- Rodrigo Jiménez de Rada, vescovo cattolico spagnolo († 1247)
- Margherita di Blois, nobile († 1230)
- Asukai Masatsune, poeta giapponese († 1221)
- Bonconte I da Montefeltro, condottiero italiano († 1241)
- Mukhali, mongolo († 1223)
- Ottone I di Borgogna, conte († 1200)
- Pietro di Castelnau, religioso francese († 1208)
- Romeo di Villanova, politico francese († 1250)
- Sighvatur Sturluson, poeta islandese († 1238)
- Vladimiro III Igorevič, nobile russo
- Sofia di Wittelsbach, nobile tedesca († 1238)
- Zhao Rugua, scrittore cinese († 1231)
- Roger de Lacy, militare e nobile inglese († 1211)
- Al-Dakhwar, medico arabo († 1230)
- Minamoto no Ienaga, poeta giapponese († 1234)